# Mesocoelopus collaris
Mesocoelopus collaris é uma espécie de insetos coleópteros polífagos pertencente à família Anobiidae.
A autoridade científica da espécie é Mulsant & Rey, tendo sido descrita no ano de 1864.
Trata-se de uma espécie presente no território português.